# Бурштинівка Сарса
Бурштинівка Сарса, бурштинівка урізна (Succinea sarsii) — вид навколоводних черевоногих молюсків підкласу легеневих (Pulmonata) родини бурштинівок (Succineidae).

## Розповсюдження
Вид поширений в Північній Європі та Північній Азії від Ірландії, півдня Англії через Скандинавію до Якутії. Мешкає на окраїнах боліт, озер , незарослих річок і струмків з повільною течією, особливо на заплавах. Тут молюск тримається берегової лінії і ніколи не буває далеко від стоячої води. У цьому середовищі існування він повзає на водних рослинах

## Опис
Раковина має розміри від 12 до 15 мм (максимум до 20 мм) заввишки та від 6 до 9 мм завширшки. Порожня раковина бурштинова і напівпрозора. Раковина живої тварини від темно-сірого до чорного кольору через те, що видно темне м'яке тіло. Має три оберти, що швидко зростають. Шкаралупа тонка, поверхня блискуча з грубими, дещо неправильними лініями росту. Шов чітко виражений і відносно глибокий. Рот вузькояйцеподібної форми із загостреним верхнім кінцем. Нижній край рота часто лише злегка загнутий; це також робить рот трохи трикутним. Сам край рота тонкий і лише трохи потовщений губами зовні.
М'яке тіло має щільні зубчасті пігментні плями у формі зірки, через що воно виглядає дуже темним або майже чорним. Підошва бліда, майже просвічується.